# Jesus-Passion
Die Jesus-Passion ist ein Oratorium von Oskar Gottlieb Blarr. Die Uraufführung des Passionsoratoriums fand am 7. Juni 1985 unter der Leitung des Komponisten in der Johanneskirche in Düsseldorf im Rahmen des 21. Deutschen Evangelischen Kirchentages statt.

## Beschreibung
Das etwa 100-minütige Werk für Solostimmen, Chor, Kinderchor und großes Orchester besteht aus oratorischen Szenen in drei Teilen und entstand in Planung und Realisation in den Jahren 1981 bis 1985.
Musikalisch ist die Komposition eine Verbindung von freier Atonalität („Klassische Moderne“, z. B. Alban Berg, Anton Webern) und Anregungen aus der kirchenmusikalischen Erneuerungsbewegung sowie uralten orientalischen Tonordnungen (maqamat) bzw. jüdischen Elementen.
Durch die Textauswahl (Bibel, Talmud, jüdische Lyrik des 20. Jahrhunderts) strebte Blarr eine unmittelbare persönliche Ausdrucks- und Bekenntnismusik ohne unterschwelligen Antijudaismus an, um einen musikalisch-theologischen Beitrag zum christlich-jüdischen bzw. interreligiösen Dialog zu leisten.
Die drei oratorischen Szenen bestehen insgesamt aus vierundvierzig Einzelteilen.

## Handlung

### 1. Szene: Einzug in Jerusalem
Die erste Szene beschreibt den Einzug in Jerusalem. Jesus zieht, vom Volk umjubelt, in Jerusalem ein. Die Mitglieder der Tempelhierarchie wollen dies mit allen Mitteln verhindern. Es kommt zu einem Stimmungsumschwung, wobei sich Angst und Sorge ausbreiten.

### 2. Szene: Jesus in Gethsemane
In der zweiten Szene begibt sich Jesus nach dem Abendmahl in der Stadt im Kreise seiner engsten Freunde zu einem nahegelegenen Berg mit Gärten. Da ihm das kommende Unheil bewusst ist, ringt er sich im Gespräch mit seinem himmlischen Vater zur Annahme seiner Bestimmung durch, nicht triumphaler Held zu sein, sondern sich der politischen Gewalt nicht zu widersetzen und als Zeuge und Märtyrer für seine Botschaft und seinen Einsatz dem Willen des himmlischen Vaters gemäß zu handeln.

### 3. Szene: Kreuzigung
Während Jesus als Gefangener über Steinstufen an den Stadtrand zum Richtplatz geführt wird, fällt Schnee. Seine Jünger sind nicht anwesend, einige ihm nahestehende Frauen folgen ihm nach, darunter seine Mutter. Hinter den Fenstern stehen Menschen, die die Szene beobachten. Bevor Jesus am Kreuz stirbt, betet er Psalm 22 und das Schma Israel. Einige Menschen schreien ‘Euli, Euli!‘ – wehe mir. Nach dem Todesschrei Jesu und der großen Enttäuschung seiner Anhänger auf Erlösung (Lukas 24,21a) werden Hoffnungs- und Vertrauensworte aus den Psalmen und des Propheten Hosea zitiert: „Am dritten Tag wird er uns aufheben und wir werden leben vor ihm“ (Hosea 6,2). Mit den Worten aus Psalm 62,2 ‚Ach el Elohim dumia nafeshi mimenu jeschuati‘ (Nur in Gott ist stille meine Seele, von ihm kommt meine Hilfe, Jesus) endet das Werk.

## Szenischer Aufbau
Quelle: 
| Szene I |                                                           |  |
| 1.      | Prelude                                                   |  |
| 2.      | Tenor: Sacharja 2,14                                      |  |
| 3.      | Chor mit Sopran und Tenor: Sacharja 9,9                   |  |
| 4.      | Tenor: Jesaja 62,11                                       |  |
| 5.      | Frauenchor mit Sopran II: Psalm 24, 7-10                  |  |
| 6.      | Bass (Jesus): Jesaja 62,1 und Maleachi 3,18               |  |
| 7.      | Chor (Volk): Markus 11, 9-10                              |  |
| 8.      | Bass (Der Sendling der Sadduzäer): Lukas 19, 39           |  |
| 9.      | Bass (Jesus): Lukas 19,40                                 |  |
| 10.     | Sopran / Tenor (Der Blinde): Maleachi 3,23 / Lukas 18,39b |  |
| 11.     | Chor (Volk): Markus 11,9-10                               |  |
| 12.     | Männerchor (Tempelleute): Johannes 12,19; 11,47-48        |  |
| 13.     | Bass II (Hohepriester): Johannes 11,50                    |  |
| 14.     | Bass (Jesus): Lukas 12, 49-50                             |  |
| 15.     | Interludium                                               |  |
| 16.     | Chor mit Sopran: Psalm 14,7 und „Aus hartem Weh“          |  |
| 17.     | Conclusio                                                 |  |

| Szene II |                                       |  |
| 1.       | Sinfonia (Blechbläser)                |  |
| 2.       | Marcia                                |  |
| 3.       | Männerchor (Jünger): Talmud-Lied      |  |
| 4.       | Bass (Jesus): Markus 14,34            |  |
| 5.       | Bass (Jesus): Psalm 41                |  |
| 6.       | Sopran mit Chor: Psalm 42,6           |  |
| 7.       | Bass (Jesus): Markus 14,36            |  |
| 8.       | Zwischenspiel (Flügelhorn-Solo)       |  |
| 9.       | Bass (Jesus): Psalm 42                |  |
| 10.      | Sopran mit Chor: Psalm 42,6           |  |
| 11.      | Bass (Jesus): Matthäus 26,42          |  |
| 12.      | Alt: Jesaja 53,7                      |  |
| 13.      | Chor: „Im Garten leidet Christus Not“ |  |
| 14.      | Sopran: Jesaja 53,11                  |  |
| 15.      | Sinfonia                              |  |

| Szene III |                                                   |  |
| 1.        | Chor: „Schäläg“ (1)                               |  |
| 2.        | Chor mit Sopran und Tenor: „Schäläg“ (2)          |  |
| 3.        | Alt: Requiem                                      |  |
| 4.        | Bass (Jesus): Jesaja 53,10                        |  |
| 5.        | Bass (Jesus): Markus 15,34b                       |  |
| 6.        | Bass (Jesus): Psalm 31,6                          |  |
| 7.        | Bass (Jesus): 5. Mose 6,4                         |  |
| 8.        | Chor und Soli: Klagerufe                          |  |
| 9.        | Kinderchor: Lulas 24,21a                          |  |
| 10.       | Frauenchor und Tenor: Psalm 62,2; 68,21           |  |
| 11.       | Männerchor und Sopran I: Psalm 62,2 und Hosea 6,2 |  |
| 12.       | Beschluss mit Chor: Psalm 62,2                    |  |

## Besetzung
- Gesangssolisten: Hoher Sopran, Sopran, Alt, Tenor, Bass (Jesus), Bass
- Chor: Gemischter Chor (2–6 stimmig), Kinderchor ad libitum (2 stimmig)
- Holzbläser: 5 Flöten (davon je 1 Piccolo-, Alt-, und Bass-Flöte), 2 Oboen, 2 Klarinetten, Bass-Klarinette, Kontrabass-Klarinette, 2 Fagotte
- Blechbläser: 2 Hörner (1.u. 2.), 2 Trompeten (1.u. 2.; 1.auch Flügelhorn), 3 Posaunen (1., 2., 3.), dazu Emporen-Bläser: 2 Trompeten (3. u.4.), 2 Hörner (3. u.4.), 2 Posaunen (4. u.5.)
- Schlagzeug: 4 Spieler: Pauken, große Trommel, kleine Trommel, hängendes Becken, Gong, Tamtam, Peitsche, Schlitztrommel, jemenitische Trommel, Röhrenglocke, Vibraphon, Glockenspiel
- Streichinstrumente: Solo-Violine, Violine 1, Violine 2, Viola, Violoncello (mind. 6 Spieler), Kontrabass (mind. 4 Spieler)

- Zupfinstrumente: Harfe

## Entstehungsprozess
Blarr nennt als frühe wegweisende Erinnerung den ersten Gottesdienstbesuch in einer barocken Kirche, zu dem ihn seine Großmutter mitnahm. In den 1950er Jahren begegneten ihm die modernen Jesus-Bilder von Georges Rouault (Visage de Christ) und Das große Quälen von Marc Chagall sowie die Heilandsgesichter von Alexej von Jawlensky und Otto Pankok, die für ihn zu einer Inspiration auf seinem Weg zur Jesus-Passion wurden. Der Gedanke, eine eigene Passions-Komposition zu schreiben, entwickelte sich bei Blarr in den 1970er Jahren bei der Vorbereitung seiner ersten Einstudierung der Matthäus-Passion von J.S. Bach. Sein damaliger Kompositionslehrer Milko Kelemen regte ihn dazu an, eine eigene Passions-Komposition zu schreiben.
Im Jahr 1981 reiste Blarr zusammen mit seiner Frau Margret zu einem neunmonatigen Sabbatical nach Jerusalem, wo er neben den musikalischen Spuren auch archäologische und literarische Spuren fand, die für die Entstehung der Jesus-Passion bedeutsam waren.

Wie Blarr nun konkret dazu kam, eine Passion zu komponieren, beschrieb er in einem Interview mit der Reformierten Kirchenzeitung: 
„Es geschah auf eine ganz vorsichtige Weise. Da stand kein Konzept am Anfang, etwa: Jetzt stelle ich mich in die Reihe der Passionskomponisten oder setze mich von ihnen ab. Ich hatte vielmehr zunächst ein Fragment von Mendelssohn gefunden. Das Fragment habe ich in Jerusalem entdeckt - ein Epiphaniestück, der Gang vom Kreuz und eine Passacaglia – und das wollte ich in Düsseldorf aufführen. Es war aber zu kurz für ein ganzes Konzert, und so habe ich für dieselbe Orchesterbesetzung eine Gethsemane-Szene dazu komponiert, die heute den zweiten Teil meiner Passion bildet. Dann entstand in der Adventszeit eher zufällig ein 'Einzug in Jerusalem'. Der Anlass dazu war die Lektüre eines Buches: 'König Jesus - die Geschichte eines jüdischen Rebellen' von Haim J. Maccoby. Vorher hatte ich schon andere jüdische Autoren gelesen, J. Klausner und Schalom Ben-Chorin zum Beispiel und auch zwei sehr schöne Romane von jüdischen Schriftstellern: 'Der Meister' von Max Brod und der jiddisch geschriebene 'Nazarener' von Schalom Asch; ich finde, das ist der reichste Jesus-Roman überhaupt und da wird die Einzugsgeschichte sehr eindrucksvoll beschrieben".
Seine persönlichen Erfahrungen in Israel führten letztlich zur Komposition des Werkes. Blarr erlebte am Ort, wo sich die Leidensgeschichte Jesu zugetragen hatte, eine besondere Unmittelbarkeit: „Ich erlebte die Jesus-Geschichte als gerade Geschehenes. Der Einzug in Jerusalem war vor einer Woche, die Kreuzigung vor drei Tagen, Ostern war heute früh“. Diese Unmittelbarkeit bedeutete für Blarr, dass er in der jemenitischen und samaritanischen Synagogalmusik sowie in den Gebetsrufen der muslimischen Muezzim und den arabischen maqamat so etwas wie „musikalisches Urgestein“ fand, das sich über 2000 Jahre hinweg so gut wie nicht verändert hat, sofern man minimale arabisch-orientalische Einflüsse berücksichtigt. So stellte sich ihm nicht die Frage, ob diese Klänge auch die Klanggestalt seiner Passion beeinflussen sollten. Selbstverständlich war, dass er keine Musik schreiben wollte, die vom 3/4- oder 4/4-Takt geprägt ist, vom tonalen Schema des Dur und Moll oder von vier- und achttaktigen Perioden.
Des Weiteren wollte Blarr eine Musik mit hebräischem bzw. aramäischem Text komponieren, zumindest primär, um das Stück auch vom Sprachklang her so landnah wie nur möglich zu gestalten. Er wollte seine Passion nicht nach einem Evangelium benennen, „denn sie handelt von Ereignissen im Leben Christi und ist nicht aus einem einzelnen Evangelium erarbeitet worden“.

## Aufführungen
- 1985: Johanneskirche, Düsseldorf, Uraufführung, Leitung: Oskar Gottlieb Blarr
- 1985: Immanuelskirche, Wuppertal, Leitung: Oskar Gottlieb Blarr
- 1986: Ev. Hauptkirche, Rheydt, Leitung: Oskar Gottlieb Blarr
- 1986: Christuskirche, Mönchengladbach, Leitung: Oskar Gottlieb Blarr
- 1986: Aegidienkirche, Lübeck, Leitung: Klaus Meyers
- 1987: Hallgrimmskirche, Reykjavik, Leitung: Oskar Gottlieb Blarr
- 1988: Christuskirche, Karlsruhe, Leitung: Hans Joachim Haarbeck
- 1989: Christuskirche, Mannheim, Leitung: Hermann Schäffer
- 1989: St. Antoniuskirche Düsseldorf-Friedrichstadt, Leitung: Oskar Gottlieb Blarr
- 1989: Erlöserkirche, Jerusalem, Leitung: Oskar Gottlieb Blarr
- 1994: Evangelische Stadtkirche Ravensburg, Leitung: Michael Bender
- 1994: Johanneskirche, Düsseldorf, Leitung: Oskar Gottlieb Blarr
- 1997: Christuskirche, Freiburg i. Br., Leitung. Christof Andreas Schäfer
- 1998: Christuskirche, Mannheim, Leitung: Hermann Schäffer
- 1999: Tonhalle Düsseldorf, Leitung: Oskar Gottlieb Blarr
- 1999: Heiliggeistkirche, Heidelberg, Leitung: Christof Andreas Schäfer
- 2001: St. Gertraudkirche, Frankfurt an der Oder, Leitung: Dietrich Modersohn
- 2001: Lutherkirche, Stuttgart-Bad Cannstatt, Leitung: Jörg-Hannes Hahn
- 2004: Heilig-Geist-Kirche, Bad Vilbel, Leitung: Ulrich Seeger
- 2004: Heilig-Geist-Kirche, Friedberg, Leitung Ulrich Seeger
- 2005: Heiliggeistkirche, Heidelberg, Leitung Christoph Andreas Schäfer
- 2007: Schlosskirche, Friedrichshafen, Leitung Sönke Wittnebel[12]
- 2013: Lutherkirche, Freiburg i. Br., Leitung: Christoph Andreas Schäfer
- 2013: Heiliggeistkirche, Heidelberg, Leitung: Christoph Andreas Schäfer
- 2017: Schlosskirche, Friedrichshafen, Leitung: Sönke Wittnebel[12]
- 2018: Lutherkirche, Wiesbaden, Leitung: Jörg Endebrock[13]
- 2024: St. Suitbertus, Düsseldorf-Kaiserswerth, Leitung: Susanne Hiekel[1]
- 2025: St. Michaelis, Hamburg, Leitung: Jörg Endebrock[10]

### Notenausgaben
- Oskar Gottlieb Blarr: Jesus-Passion. Gesamtpartitur eg 31, Edition Gravis Verlag, Brühl 2017.

### Sekundärliteratur
- Odilo Klaßen: Oskar Gottlieb Blarr. In: Hanns-Werner Heister, Walter-Wolfgang Sparrer (Hrsg.): Komponisten der Gegenwart. edition text + kritik, München 2021, ISBN 978-3-96707-461-1.
- Rainer Peters: Die Summe der Summen – Komponist, Interpret, Organisator: Oskar Gottlieb Blarr. In: Neue Zeitschrift für Musik, Heft 5, Mainz 1987.
- Thomas Schmidt: Oskar Gottlieb Blarr – Jesus-Passion. Einführung in Musik und Theologie. Edition Gravis Verlag GmbH, Brühl 2021/2023 (2.erweiterte Auflage), ISBN 978-3-9816493-5-2.
- Jutta Scholl (Hrsg.): Der Komponist Oskar Gottlieb Blarr. Eine Dokumentation. Musikbibliothek. Düsseldorf 1994.

## Diskografie
- Oskar Gottlieb Blarr: Jesus Passion. Mit Gloria Rehm, Silvia Hauer, Jung Min Song, Johannes Hill, Markus Volpert, Bachchor Wiesbaden, Bachorchester Wiesbaden, Leitung: Jörg Endebrock (Cybele; 2018)
- Oskar Gottlieb Blarr: Jesus Passion. Mit u. a. Alexandra Parris, Heidrun Heinke, Norma Lerer, Steven Dorn Gifford, Joachim Kirschenberg, Friedrich Molsberger, Leitung: Oskar Gottlieb Blarr (Koch Schwann Musica Sacra; 1991)
- Oskar Gottlieb Blarr und die Jesus Passion. Mirjam Wiesemann im Gespräch mit Oskar Gottlieb Blarr und Odilo Klasen (2018). Aus der Reihe Künstler im Gespräch. Beinhaltet die Aufnahme des Werkes in der Lutherkirche Wiesbaden unter der Leitung von Jörg Endebrock. (Cybele; 2018)